# Йоаким Анастасиадис
Йоаким (на гръцки: Ιωακείμ) е гръцки духовник, епископ на Цариградската патриаршия.

## Биография
Роден е в 1847 година в кизическото градче Миханиона със светското име Анастасиадис или Папанастасиу (Αναστασιάδης, Παπαναστασίου). Племенник е на митрополит Прокопий Касандрийски. Завършва Халкинската семинария в 1877 година, като преди това е ръкоположен за дякон. В 1886 година става велик архимандрит при Патриаршията в Цариград.
На 21 март 1888 година е избран единодушно за поленински епископ срещу Антим Еритрейски и Евгений Милитуполски. На 10 април 1888 година е ръкоположен в Солун. На 18 юли 1892 година е преместен като патриаршески митрополит на Струмишката епархия.
На 18 март 1899 година Йоаким оглавява Йерисовската и Светогорска епископия. Активно подкрепя гръцката въоръжена пропаганда в Македония. На 7 ноември 1906 година подава оставка. Умира в Солун, където постъпва в болница на 7 декември 1906 година.